# Julianne Moore

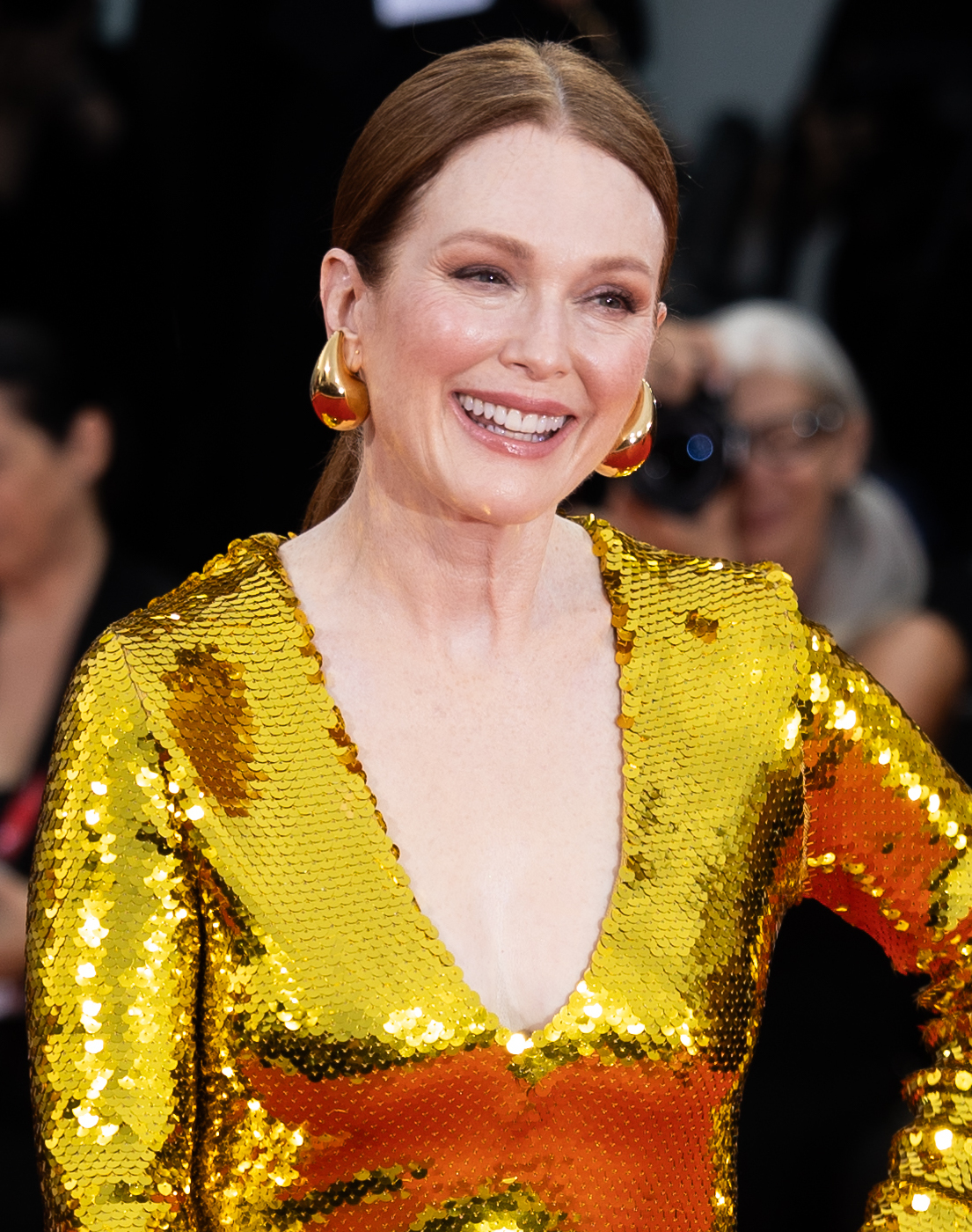
Julianne Moore (2024)

Julianne Moore [mʊɹ] (* 3. Dezember 1960 in Fort Bragg, North Carolina, als Julie Anne Smith) ist eine US-amerikanische Schauspielerin. Seit 2011 besitzt sie zu Ehren ihrer Mutter auch die britische Staatsbürgerschaft.
Seit Mitte der 1980er Jahre trat sie in mehr als 100 Film- und Fernsehproduktionen – Dramen wie Komödien – in Erscheinung. Für ihre Darstellung vorwiegend schwermütiger Frauenfiguren wurde sie bereits fünf Mal für den Oscar nominiert und 2015 erstmals mit einem Preis als Beste Hauptdarstellerin in dem Film Still Alice – Mein Leben ohne Gestern ausgezeichnet. Außerdem wurde Moore dreimal mit einem Golden Globe Award ausgezeichnet.

## Leben
Julianne Moore wurde als Julie Anne Smith in der Militärbasis Fort Bragg im Südosten North Carolinas geboren. Sie wuchs mit einer Schwester und einem Bruder auf. Ihre aus Schottland stammende Mutter, Ann Love (1940–2009), war Sozialarbeiterin. Ihr Vater, Peter Moore Smith (sen.), war Hubschrauberpilot der US-amerikanischen Streitkräfte und u. a. als Fallschirmjäger im Vietnamkrieg im Einsatz, wo er verwundet wurde. Später stieg er bis zum Oberst auf und war als Richter bei der US-Army an 23 Standorten in den USA und dem Ausland eingesetzt. Deswegen zog die Familie oft um, und Julianne Moore besuchte neun verschiedene Schulen. Als Teenager lebte sie in den 1970er Jahren in Frankfurt am Main. Hier machte sie 1979 ihren Abschluss an der Frankfurt American High School. Als Kind wurde sie, wie sie später bekannte, wegen ihrer roten Haare, ihrer Sommersprossen und ihrer Brille gehänselt. Auch habe sie als unsportlich gegolten.
In erster Ehe war Moore von 1986 bis 1995 mit dem Schauspieler John Gould Rubin verheiratet. Seit August 2003 ist sie in zweiter Ehe mit dem Regisseur Bart Freundlich verheiratet, den sie bei den Dreharbeiten zu Das Familiengeheimnis (1997) kennenlernte. Aus der Beziehung stammen ein Sohn, Caleb Freundlich (* 1997), und eine Tochter, Liv Freundlich (* 2002). Die Familie lebt in New York.
Im Oktober 2007 gab  Moore mit dem Buch Freckleface Strawberry ihr Debüt als Kinderbuchautorin (deutschsprachige Ausgabe: Sommersprossenfeuerkopf, 2009). Im April 2009 folgte ein zweites Kinderbuch, Freckleface Strawberry and the Dodgeball Bully. Nach dem Amtsantritt von Donald Trump wurde das Buch aus US-amerikanischen Schulbibliotheken entfernt.
Moore engagierte sich gegen die Politik von George W. Bush, sammelte Spenden für die Organisation Planned Parenthood und sprach sich öffentlich für das Recht auf Schwangerschaftsabbruch sowie gegen den Jugendwahn Hollywoods aus.

## Karriere

### Ausbildung und Namenswahl
Das College of Fine Arts der Boston University schloss Moore 1983 mit dem Bachelor ab. Nach dem Studium ging sie nach New York. Als sie sich bei der Screen Actors Guild eintragen lassen wollte, stellte sie fest, dass alle Schreibweisen ihres Namens bereits vergeben waren. Also fasste sie ihre beiden Vornamen zusammen und gab den zweiten Namen ihres Vaters als Nachnamen an; so entstand der Künstlername Julianne Moore.

### Beginn der Schauspielkarriere
Bald schon war sie in einer Reihe von späten Off-Broadway-Stücken zu sehen. Sie verdiente sich ihren Lebensunterhalt als Kellnerin, als sie ihre erste Rolle in der Seifenoper The Edge of Night erhielt. Dem kurzen Auftritt als Schweizerin folgte ein dreijähriges Engagement in der Serie As the World Turns, für die sie mit einem Emmy ausgezeichnet wurde.

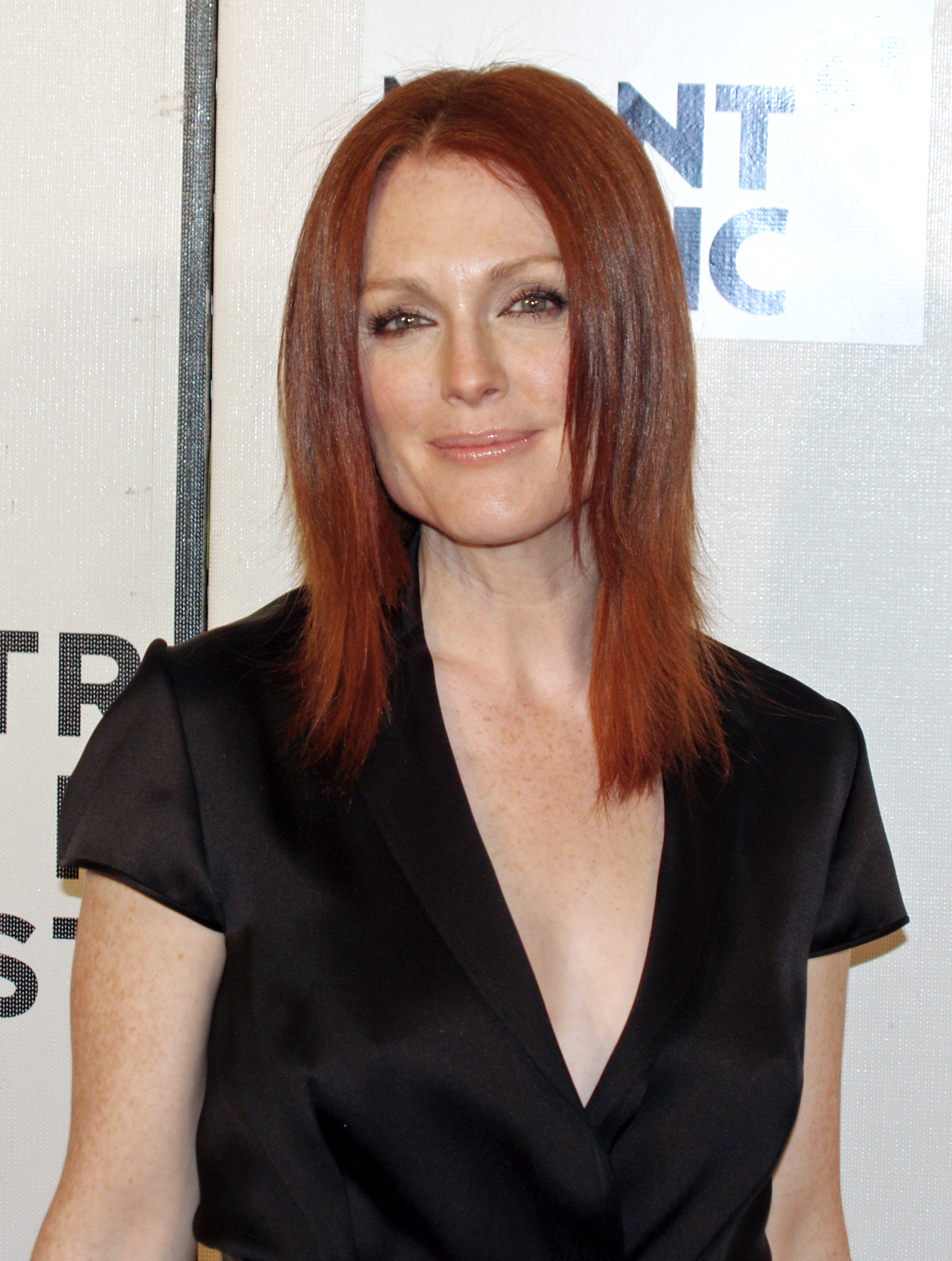
Moore 2008 beim Tribeca Film Festival

Nach einigen Fernsehfilmen wandte sich Moore seriöseren Produktionen wie Tales from the Darkside: The Movie aus dem Jahr 1990 zu. Sie bekam bessere Rollen, u. a. in dem Ensemble-Drama Short Cuts (Regie: Robert Altman). Eine Hauptrolle spielte sie dann in Vanya on 42nd street. Die kurzen Sequenzen, in denen sie in Auf der Flucht (1993) zu sehen war, veranlassten Regisseur Steven Spielberg, die Rolle der Paläontologin Dr. Sarah Harding in Vergessene Welt: Jurassic Park mit ihr zu besetzen.
Ihre erste große Hauptrolle spielte Moore 1995 in Todd Haynes’ sozialkritischem Independent-Film Safe. Ihre Darstellung einer vom Leben enttäuschten Hausfrau brachte ihr neben viel Kritikerlob und weiteren Rollenangeboten 1996 auch eine Nominierung für den Independent Spirit Award ein. Danach spielte sie in mehreren Major- und Independent-Produktionen, etwa in der Liebeskomödie Nine Months mit Hugh Grant, die jedoch finanziell floppte. Moore beschrieb den Film nachträglich als „ziemlich furchtbare Erfahrung“. Außerdem war sie neben Sylvester Stallone und Antonio Banderas in Assassins – Die Killer sowie mit Anthony Hopkins in Mein Mann Picasso zu sehen.

### Durchbruch im Filmgeschäft
Den Durchbruch als Schauspielerin schaffte Moore in Zusammenarbeit mit Regisseur Paul Thomas Anderson, der sie für die Rolle der Amber Waves in seinem Film Boogie Nights auswählte. Der Part als drogensüchtige Pornodarstellerin, die um das Sorgerecht für ihr Kind kämpft, brachte Moore neben anderen Auszeichnungen eine erste Oscar- sowie eine Golden-Globe-Nominierung (jeweils als Beste Nebendarstellerin) ein.
1998 spielte Moore in der Filmkomödie The Big Lebowski und in Gus Van Sants gleichnamigem Remake von Alfred Hitchcocks Thriller Psycho. Im Jahr darauf konnte sie an vergangene Erfolge anknüpfen, z. B. mit den Komödien Cookie’s Fortune – Aufruhr in Holly Springs und Ein perfekter Ehemann und mit dem Liebesdrama Das Ende einer Affäre, einer Wiederverfilmung aus dem Jahr 1955, in dem sie neben Ralph Fiennes und Stephen Rea mitwirkte. Für den Part der untreuen Ehegattin Sarah Miles wurde sie ein zweites Mal für den Oscar nominiert, diesmal als Beste Hauptdarstellerin. Im Anschluss daran arbeitete sie erneut mit Paul Thomas Anderson zusammen und übernahm in dessen Film Magnolia die Rolle der tablettensüchtigen Ehegattin eines sterbenskranken Fernsehmoguls (gespielt von Jason Robards). Anderson verpflichtete Moore zuerst: „Sie kann immer das Tempo bestimmen, weil Schauspieler so konkurrenzbetont sind“, so der Regisseur, der sie „explodieren“ sehen wollte, was er von ihr zuvor noch nicht gesehen hatte.
In Hannibal, der Fortsetzung des Erfolgs-Thrillers Das Schweigen der Lämmer, agierte Moore als Jodie Fosters Nachfolgerin in der Rolle der FBI-Agentin Clarice Starling. Es folgten die Science-Fiction-Komödie Evolution und das Drama Schiffsmeldungen, in dem sie neben Oscar-Preisträger Kevin Spacey zu sehen war.

### Höhepunkt ihrer Karriere
2003 erhielt sie mit Todd Haynes’ Drama Dem Himmel so fern und Stephen Daldrys Drama The Hours zwei Nominierungen der Screen Actors Guild als Beste Haupt- bzw. Nebendarstellerin. In den Rollen der 50er-Jahre-Vorzeige-Hausfrau und Mutter Cathy Whitaker (Dem Himmel so fern) bzw. der Laura Brown (The Hours) wurde sie von Kritik und Publikum gleichermaßen gefeiert. Auch bei der 75. Oscar-Verleihung im Kodak Theatre in Hollywood war Moore mit zwei Nominierungen vertreten; der Oscar für die Beste Nebendarstellerin ging jedoch an Catherine Zeta-Jones (Chicago), der für die Beste Hauptdarstellerin an Nicole Kidman, Moores Filmpartnerin aus The Hours.
Nach einem Jahr Auszeit kam Moore 2004 mit drei neuen Filmen in die US-Kinos, unter anderem mit der Anwaltskomödie Laws of Attraction an der Seite von James-Bond-Darsteller Pierce Brosnan und dem Thriller Die Vergessenen (The Forgotten), in dem sie eine Mutter spielt, die verzweifelt versucht, mit dem Verschwinden ihres achtjährigen Sohnes fertigzuwerden.

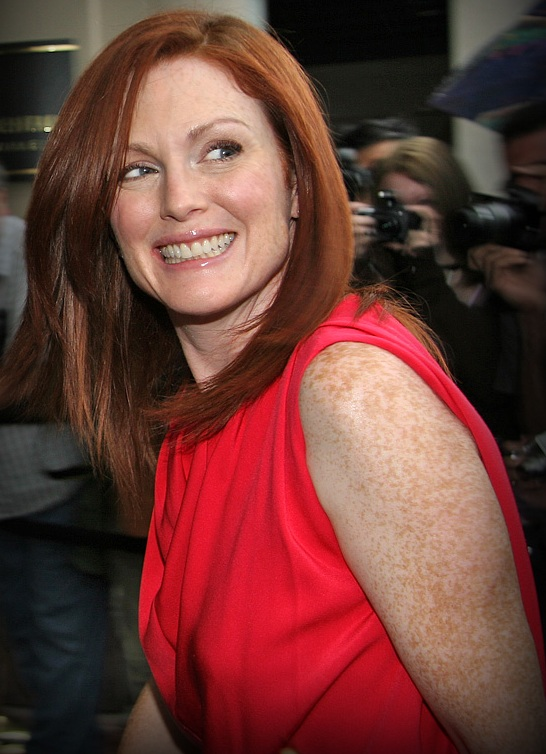
Julianne Moore im Jahr 2008

Daneben war sie auch auf der Bühne zu sehen, u. a. in einem Theater-Workshop für August Strindbergs Der Vater an der Seite von Hollywood-Star Al Pacino und in Wendy Wassersteins An American Daughter neben Meryl Streep. Im November 2006 gab sie in der Uraufführung des Stücks The Vertical Hour von David Hare unter der Regie von Sam Mendes ihr Broadway-Debüt an der Seite von Bill Nighy. Die SZ urteilte, das Stück bediene „die Selbstgerechtigkeit liberaler New Yorker“, und das Magazin The New Yorker nannte Moores Darstellung „flach“. Die Daily News allerdings meinte, sie glänze in dem „überraschenden, berauschenden Stück“, und der Daily Telegraph bezeichnete Moore gar als „brillant“.
Abermals Lob seitens der Kritik bekam Moore 2009 für ihre Darstellung einer geschiedenen Frau (und als Freundin von Colin Firth) in dem Drama A Single Man. Für das Spielfilmdebüt des amerikanischen Modeschöpfers Tom Ford wurde sie 2010 erneut für einen Golden Globe nominiert. Im selben Jahr konnte man sie in den deutschen Kinos gleich in vier Filmen bewundern: Nach A Single Man an der Seite von Liam Neeson in Atom Egoyans Chloe, zu dem die SZ in einer Rezension befand, dass Moores „außerordentliche Schönheit und souveräne Expression jede Szene beherrschen“, in einer Nebenrolle in dem mit Stars besetzten Drama Pippa Lee von Rebecca Miller und schließlich in der für vier Oscars nominierten Komödie The Kids Are All Right neben Annette Bening und Mark Ruffalo. Dieser Film von Lisa Cholodenko brachte Moore ihre sechste Golden-Globe-Nominierung ein.
Zwischen 2009 und 2010 hatte Moore eine Gastrolle in der preisgekrönten US-amerikanischen Sitcom 30 Rock. 2011 folgte die Filmkomödie Crazy, Stupid, Love., in der Steve Carell als verlassener Ehemann zu sehen ist, der trotz erfolgreicher Nachhilfe beim Flirten über den Verlust seiner großen Liebe (dargestellt von Moore) nicht hinwegkommt. 2012 arbeitete die Schauspielerin erneut für das US-Fernsehen und stellte in Jay Roachs Film Game Change die US-amerikanische Politikerin Sarah Palin dar. Für diese Rolle erhielt sie 2012 den Emmy als Beste Hauptdarstellerin in einem Fernsehfilm. Bis 2014 folgten fünf weitere Kinoprojekte, darunter die Rolle der Mother Malkin in der Kinderbuchverfilmung The Seventh Son sowie der Part der Mutter in Kimberly Peirce’ Neuverfilmung des Horrorfilms Carrie mit Chloë Moretz in der Titelrolle.
Moore spielt in The Hunger Games – Mockingjay Part 1 und The Hunger Games – Mockingjay Part 2 (den dritten und vierten Teil der „Die Tribute von Panem“-Buchverfilmung) Präsidentin Alma Coin.
Für David Cronenbergs Maps to the Stars erhielt Moore bei den Filmfestspielen von Cannes 2014 den Preis als beste Schauspielerin. Dadurch wurde sie zur einzigen Amerikanerin und nach Juliette Binoche die zweite Schauspielerin überhaupt, die auf den drei wichtigsten europäischen Filmfestivals (Cannes, Venedig, Berlin) mit dem Schauspielpreis ausgezeichnet wurde.
Für ihre Darstellung einer an Alzheimer erkrankten Frau in dem Filmdrama Still Alice – Mein Leben ohne Gestern (2014) wurde Julianne Moore u. a. mit einem Oscar als Beste Hauptdarstellerin und mit einem Golden Globe Award als Beste Hauptdarstellerin in einem Drama ausgezeichnet.
Moore selbst beschreibt sich als eher ängstliche und leicht beeinflussbare Person: „Die Leute meinen immer zu mir: ‚Du bist so wagemutig.‘ Aber in der Schauspielerei fürchte ich mich vor nichts. Ich finde es einfach faszinierend, mich mit den Spielarten des menschlichen Verhaltens auseinanderzusetzen. Wir haben immer so eingefahrene Vorstellungen von Normalität. Aber es gibt Verhaltensweisen, die du dir in deinen verrücktesten Träumen nicht ausmalst, und die möchte ich erforschen. Deshalb finde ich auch psychologische Dramen viel interessanter als eine Geschichte über eine Expedition zum Nordpol. Es reicht schon, wenn jemand die Straße überquert.“ Dennoch wechselte die Schauspielerin in der Vergangenheit immer wieder zwischen Hollywood- und Independent-Kino. „Nur im Independent-Sektor zu schwimmen, ist schwierig […] Ein Box-Office-Erfolg gehört zur Karriere. Damit werden radikale Filme […] erst möglich“, so Moore 2008 in einem Gespräch mit dem film-dienst. Sie wird heute vorwiegend mit der Darstellung schwermütiger Frauenfiguren beauftragt: „Irgendwie mache ich eine tolle Figur, wenn es den Menschen um mich herum nicht gut geht. […] Und eben auch dass mein Leiden beinahe die Züge einer griechischen Tragödie annehmen würde.“
Im Jahr 2022 wurde sie als Jurypräsidentin der 79. Filmfestspiele von Venedig ausgewählt.

### Sonstiges
Im Jahr 2010 war Julianne Moore als Fotomodel für das Modelabel Bulgari tätig, wobei im selben Jahr ein Werbeplakat von der Stadtverwaltung Venedigs verboten wurde, da Moore darauf zu freizügig abgebildet worden sei. 2025 verbot Präsident Donald Trump ohne Angabe von Gründen ihr Buch Sommersprossenfeuerkopf (2007) in vom US-Verteidigungsministerium betriebenen Schulen.
2011 wurde sie von der studentischen Theatergesellschaft Hasty Pudding der Harvard University mit dem Woman of The Year Award ausgezeichnet.

## Synchronstimme
Deutsche Synchronsprecherinnen für Julianne Moore sind meist Petra Barthel oder Katharina Lopinski.

## Filmografie (Auswahl)
- 1990: Geschichten aus der Schattenwelt (Tales from the Darkside: The Movie)
- 1991: Hexenjagd in L.A. (Cast a Deadly Spell, Fernsehfilm)
- 1992: Die Hand an der Wiege (The Hand That Rocks the Cradle)
- 1992: Betty Lou – Der ganz normale Wahnsinn (The Gun in Betty Lou’s Handbag)
- 1993: Body of Evidence
- 1993: Benny & Joon
- 1993: Auf der Flucht (The Fugitive)
- 1993: Short Cuts
- 1994: Vanja auf der 42. Straße (Vanya on 42nd Street)
- 1995: Familien-Bande (Roommates)
- 1995: Nine Months
- 1995: Safe
- 1995: Assassins – Die Killer (Assassins)
- 1996: Mein Mann Picasso (Surviving Picasso)
- 1997: Vergessene Welt: Jurassic Park (The Lost World: Jurassic Park)
- 1997: Das Familiengeheimnis (The Myth of Fingerprints)
- 1997: Boogie Nights
- 1998: The Big Lebowski
- 1998: Psycho
- 1998: Chicago Cab
- 1999: Cookie’s Fortune – Aufruhr in Holly Springs (Cookie’s Fortune)
- 1999: Ein perfekter Ehemann (An Ideal Husband)
- 1999: Das Ende einer Affäre (The End of the Affair)
- 1999: Magnolia
- 1999: Unschuldig verfolgt (A Map of the World)
- 2000: The Ladies Man
- 2001: Hannibal
- 2001: Evolution
- 2001: World Traveler
- 2001: Schiffsmeldungen (The Shipping News)
- 2002: Dem Himmel so fern (Far from Heaven)
- 2002: The Hours – Von Ewigkeit zu Ewigkeit (The Hours)
- 2004: Laws of Attraction
- 2004: Marie and Bruce
- 2004: Die Vergessenen (The Forgotten)
- 2005: Liebe ist Nervensache (Trust the Man)
- 2005: The Prize Winner of Defiance, Ohio
- 2006: Das Gesicht der Wahrheit (Freedomland)
- 2006: Children of Men
- 2007: Next
- 2007: I’m Not There
- 2007: Wilde Unschuld (Savage Grace)
- 2008: Die Stadt der Blinden (Blindness)
- 2009: Pippa Lee (The Private Lives of Pippa Lee)
- 2009: A Single Man
- 2009: Chloe
- 2009–2013: 30 Rock (Fernsehserie, 7 Folgen)
- 2010: The Kids Are All Right
- 2010: Shelter
- 2011: A Child's Garden of Poetry (Fernsehfilm)
- 2011: Crazy, Stupid, Love.
- 2012: Being Flynn
- 2012: Game Change – Der Sarah-Palin-Effekt (Game Change, Fernsehfilm)
- 2012: Das Glück der großen Dinge (What Maisie Knew)
- 2013: Movie 43 (entfernte Szene)
- 2013: The English Teacher
- 2013: Don Jon
- 2013: Carrie
- 2014: Non-Stop
- 2014: Maps to the Stars
- 2014: Still Alice – Mein Leben ohne Gestern (Still Alice)
- 2014: Die Tribute von Panem – Mockingjay Teil 1 (The Hunger Games: Mockingjay – Part 1)
- 2014: Seventh Son
- 2015: Maggies Plan (Maggie's Plan)
- 2015: Freeheld – Jede Liebe ist gleich (Freeheld)
- 2015: Die Tribute von Panem – Mockingjay Teil 2 (The Hunger Games: Mockingjay – Part 2)
- 2017: Wonderstruck
- 2017: Suburbicon
- 2017: Kingsman: The Golden Circle
- 2018: Gloria – Das Leben wartet nicht (Gloria Bell)
- 2018: Die Geiselnahme (Bel Canto)
- 2019: After the Wedding
- 2019: The Staggering Girl (Kurzfilm)
- 2020: The Glorias
- 2021: The Woman in the Window
- 2021: Lisey’s Story (Miniserie)
- 2021: Spirit – Frei und ungezähmt (Spirit Untamed, Stimme)
- 2021: Dear Evan Hansen
- 2022: When You Finish Saving the World (auch als Produzentin)
- 2023: Sharper
- 2023: May December
- 2024: Mary & George (Miniserie)
- 2024: The Room Next Door
- 2025: Sirens (Miniserie)
- 2025: Echo Valley

## Theaterstücke (Auswahl)
| Jahr | Theaterstück             | Rolle          | Bühne                                                |
| ---- | ------------------------ | -------------- | ---------------------------------------------------- |
| 1987 | Serious Money            | Mandy          | Joseph Papp Public Theater/Newman Theater (New York) |
| 1990 | Ice Cream with Hot Fudge | Sonia/Lena/Jaq | Joseph Papp Public Theater/Newman Theater (New York) |
| 2006 | The Vertical Hour        | Nadia Blye     | Music Box Theatre (New York)                         |

## Kinderbücher
- Freckleface strawberry, mit Illustrationen von Pham LeUyen.
  - deutsch Sommersprossenfeuerkopf. Berlin-Verlag, Berlin 2009, ISBN 978-3-8270-5313-8.
  - deutsch Streuselnase-Erdbeerkopf, übers. von Ruth Keen. Schaltzeit Verlag, Berlin 2025, ISBN 978-3-946972-94-5.

## Auszeichnungen

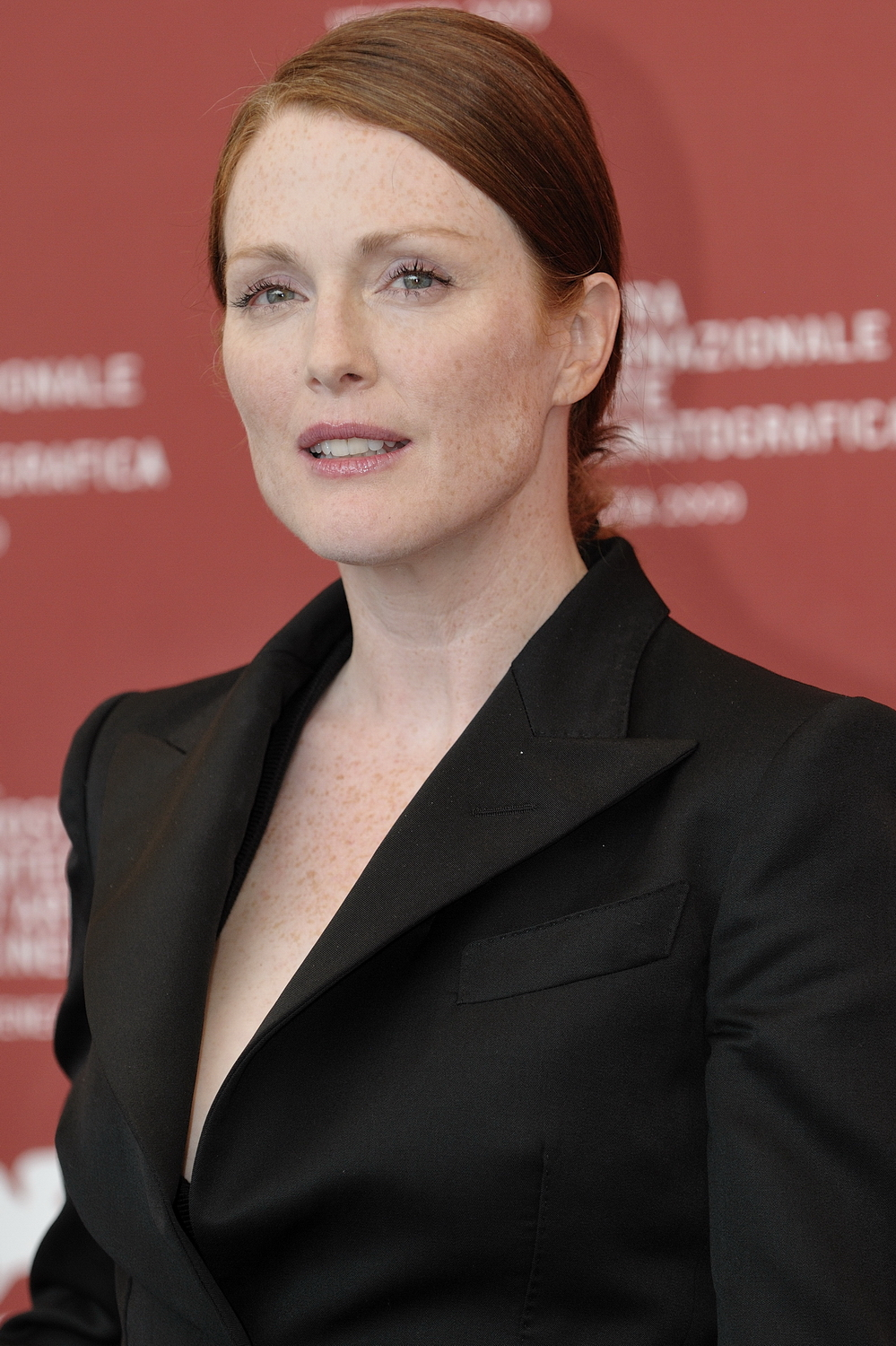
Julianne Moore 2009 bei den 66. Filmfestspielen von Venedig

### Ehrungen
- 1988: Daytime Emmy Award für As the World Turns (Kategorie: „Outstanding Ingenue in a Drama Series“)
- 1993: Coppa Volpi für Short Cuts (Bestes Schauspielensemble)
- 1994: Boston Society of Film Critics Award für Vanya on 42nd street (Beste Hauptdarstellerin)
- 1994: Golden Globe Award für Short Cuts (Bestes Schauspielensemble)
- 1997: Los Angeles Film Critics Association Award für Boogie Nights (Beste Nebendarstellerin)
- 1998: Florida Film Critics Circle Award für Boogie Nights (Beste Nebendarstellerin, Bestes Schauspielensemble)
- 1998: National Society of Film Critics Award für Boogie Nights (Beste Nebendarstellerin)
- 1998: Golden Satellite Award für Boogie Nights (Beste Nebendarstellerin)
- 1999: National Board of Review Award für Magnolia, Ein perfekter Ehemann und Unschuldig verfolgt (Beste Nebendarstellerin, Bestes Schauspielensemble – erstgenannter Film)
- 2000: Dallas-Fort Worth Film Critics Association Award für Cookie’s Fortune (Beste Nebendarstellerin)
- 2000: Florida Film Critics Circle Award für Magnolia (Bestes Schauspielensemble)
- 2001: „Tribute to Independent Vision Award“ des Sundance Film Festivals
- 2002: Coppa Volpi und Publikumspreis der Filmfestspiele von Venedig (Beste Darstellerin für Dem Himmel so fern)
- 2002: Gotham Award („Actor Award“)
- 2002: Los Angeles Film Critics Association Award für Dem Himmel so fern und The Hours (Beste Hauptdarstellerin)
- 2002: San Diego Film Critics Society Award für Dem Himmel so fern (Beste Hauptdarstellerin)
- 2002: Seattle Film Critics Award für Dem Himmel so fern (Beste Hauptdarstellerin)
- 2002: Southeastern Film Critics Association Award für Dem Himmel so fern (Beste Hauptdarstellerin)
- 2002: Toronto Film Critics Association Award für Dem Himmel so fern (Beste Hauptdarstellerin)
- 2002: Washington DC Area Film Critics Association Award für Dem Himmel so fern (Beste Hauptdarstellerin)
- 2003: Broadcast Film Critics Association Award für Dem Himmel so fern (Beste Hauptdarstellerin)
- 2003: Chicago Film Critics Association Award für Dem Himmel so fern (Beste Hauptdarstellerin)
- 2003: Chlotrudis Award für Dem Himmel so fern (Beste Hauptdarstellerin)
- 2003: Dallas-Fort Worth Film Critics Association Award für Dem Himmel so fern (Beste Hauptdarstellerin)
- 2003: Florida Film Critics Circle Award für Dem Himmel so fern (Beste Hauptdarstellerin)
- 2003: Independent Spirit Award für Dem Himmel so fern (Beste Hauptdarstellerin)
- 2003: Kansas City Film Critics Circle Award für Dem Himmel so fern (Beste Hauptdarstellerin)
- 2003: Online Film Critics Society Award für Dem Himmel so fern (Beste Hauptdarstellerin)
- 2003: Phoenix Film Critics Society Award für Dem Himmel so fern (Beste Hauptdarstellerin)
- 2003: Silberner Bär der Filmfestspiele Berlin für The Hours (Beste Darstellerin)
- 2003: Vancouver Film Critics Circle Award für Dem Himmel so fern (Beste Hauptdarstellerin)
- 2004: GLAAD Media Award („Excellence in Media Award“)
- 2004: London Critics Circle Film Award für Dem Himmel so fern (Beste Darstellerin)
- 2004: Premio Sant Jordi für Dem Himmel so fern und The Hours (Beste ausländische Darstellerin)
- 2009: Hollywood Award für A Single Man (Nebendarstellerin des Jahres)
- 2010: „Career Award“ des Internationalen Filmfestivals von Rom
- 2010: „Montecito Award“ des Santa Barbara International Film Festivals
- 2011: „Woman of The Year Award“ der Harvard Studententheatergesellschaft Hasty Pudding
- 2012: Emmy für Game Change[31]
- 2013: Golden Globe Award für Game Change (Beste Hauptdarstellerin – Miniserie oder Fernsehfilm)
- 2013: Screen Actors Guild Award für Game Change (Beste Darstellerin in einem Fernsehfilm)
- 2014: Internationale Filmfestspiele von Cannes: Beste Darstellerin für Maps to the Stars (Regie: David Cronenberg)
- 2014: International Cinephile Society Award für Maps to the Stars (Beste Hauptdarstellerin)
- 2014: Hollywood Film Award für Still Alice (Beste Darstellerin des Jahres)
- 2014: Gotham Award für Still Alice (Beste Darstellerin)
- 2014: National Board of Review Award für Still Alice (Beste Hauptdarstellerin)
- 2015: Golden Globe Award für Still Alice (Beste Hauptdarstellerin – Drama)
- 2015: Screen Actor Guild Award für Still Alice (Beste Hauptdarstellerin)
- 2015: Critics Choice Award für Still Alice (Beste Hauptdarstellerin)
- 2015: BAFTA Award für Still Alice (Beste Hauptdarstellerin)
- 2015: Oscar für Still Alice (Beste Hauptdarstellerin)
- 2016: Goldene Kamera (beste Schauspielerin – International)
- 2019: 54. Internationales Filmfestival Karlovy Vary: Kristallkugel für ihren herausragenden künstlerischen Beitrag zum Weltkino[32]

### Nominierungen (Auswahl)

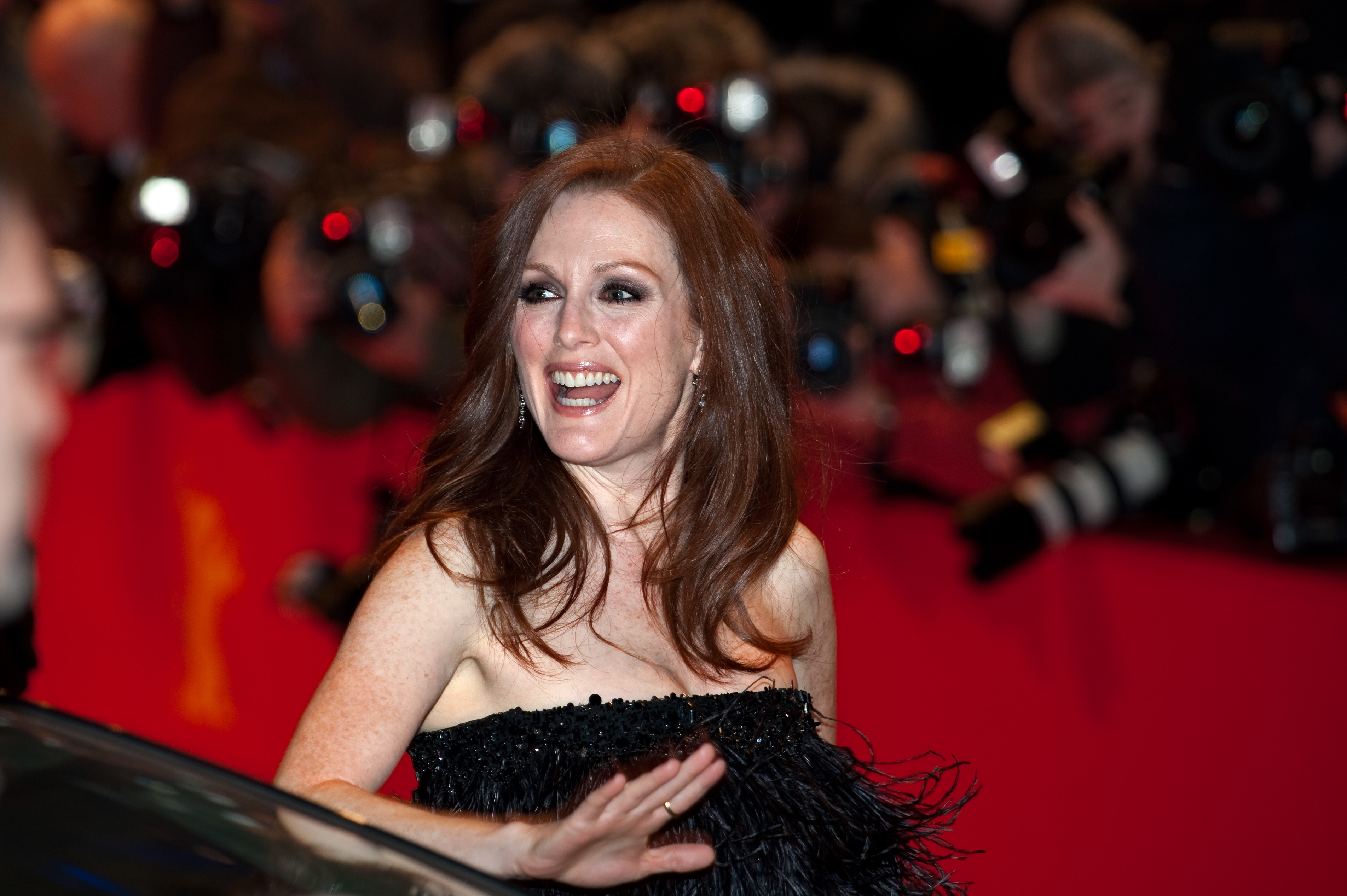
Moore 2010 bei der Berlinale

- 1998: Golden-Globe-Nominierung für Boogie Nights (Beste Nebendarstellerin)
- 1998: Oscar-Nominierung für Boogie Nights (Beste Nebendarstellerin)
- 2000: BAFTA-Nominierung für Das Ende einer Affäre (Beste Hauptdarstellerin)
- 2000: Golden-Globe-Nominierungen für Das Ende einer Affäre und Ein perfekter Ehemann (Beste Hauptdarstellerin – Drama bzw. Beste Hauptdarstellerin – Komödie/Musical)
- 2000: Oscar-Nominierung für Das Ende einer Affäre (Beste Hauptdarstellerin)
- 2003: BAFTA-Nominierung für The Hours (Beste Nebendarstellerin)
- 2003: Golden-Globe-Nominierung für Dem Himmel so fern (Beste Hauptdarstellerin – Drama)
- 2003: Oscar-Nominierungen für Dem Himmel so fern und The Hours (Beste Hauptdarstellerin bzw. Beste Nebendarstellerin)
- 2010: Golden-Globe-Nominierung für A Single Man (Beste Nebendarstellerin)
- 2011: BAFTA-Nominierung für The Kids Are All Right (Beste Hauptdarstellerin)
- 2011: Golden-Globe-Nominierung für The Kids Are All Right (Beste Hauptdarstellerin – Komödie/Musical)
- 2015: Golden-Globe-Nominierung für Maps to the Stars (Beste Hauptdarstellerin – Komödie/Musical)
- 2016: Goldene-Himbeere-Nominierung für Seventh Son (Schlechteste Nebendarstellerin)